# Lolá Akínmádé Åkerström
 Onoaralolaoluwa (Lolá) Ákínmádé Åkerström, född 24 juni 1978 i Lagos i Nigeria, är en nigeriansk-svensk journalist, fotograf och författare.
Lola Akinmade Åkerström växte upp i Nigeria som den äldsta av fyra döttrar i en familj, i vilken fadern var geolog och modern sjuksköterska. Hon och flyttade med familjen vid 15 års ålder till USA. 
Hon utbildade sig i data- och systemkunskap på University of Maryland i USA och arbetade som programmerare i tolv år i USA.
Hon debuterade som romanboksförfattare 2021 med In every mirror she's black om tre svarta kvinnor, som flyttar till Sverige och deras försök att komma in i det svenska samhället.
Hon bosatte sig 2009 i Lidingö.